# 伊號第百二十一潛艦

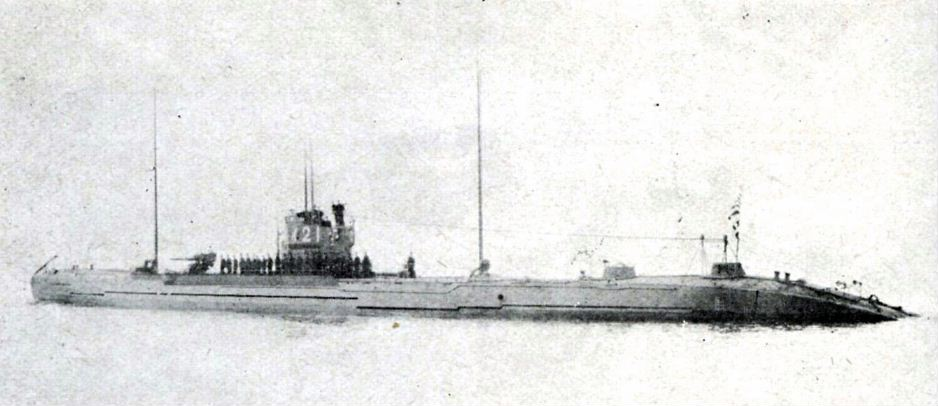
伊号第二十一潜水艦（后改名为伊号第一二一潜水艦）

伊号第一二一潜水艦（いごうだいひゃくにじゅういちせんすいかん）是大日本帝国海軍潜水艦。伊一二一型潜水艦的1号舰。竣工時的艦名为伊号第二一潜水艦。終战時依然残存，战後作海没処分。

## 舰历
- 1921年 （大正12年）度规划造舰。最初预定舰名为第四八潜水舰[1]。
  - 10月20日 神户川崎造船所动工
- 1926年（大正15年）3月30日 下水
- 1927年（昭和2年）3月31日 竣工。船籍编入吴镇守府。竣工時的舰名为伊号第二一潜水舰。
- 1938年（昭和13年）6月1日 改名为伊号第一二一潜水舰。
- 1941年（昭和16年） 太平洋战争开战時与伊号第一二二潜水舰一同配属至第6潜水战隊第13潜水隊。
  - 12月 新加坡以东海面进行布雷作业。
- 1942年（昭和17年）1月 达尔文附近海域に布雷39枚。
  - 1月18日 击沉荷兰貨客船1隻。
  - 2月 阿拉弗拉海で気象偵察に従事し
  - 3月21日 返回吴港。为了给偵察夏威夷的二式飛行艇提供补给支援（加油），在夏威夷偵察结束后将機雷庫和敷設筒改造为储气罐。
  - 8月 前往拉包尔
  - 8月7日 对瓜达尔卡纳尔岛进行砲撃。
  - 9月20日 返回吴港做修理。
  - 12月21日 第二次前往拉包尔，在新几内亚・ラエ进行运输任务。
- 1943年（昭和18年）1月29日 支援瓜岛撤退行动，之后返回吴港。
  - 5月 第三次前往拉包尔，在ラエ进行了8次运输任务。
  - 9月1日 返回吴港，此后作为训练潜艇用。
- 1945年（昭和20年）6月12日 返回舞鶴港等待战争终结。
  - 11月30日 除籍。
- 1946年（昭和21年）4月30日舞鶴海域由美国海軍做海没処分。

## 歴代艦長
1. 小林三良 少校：1927年3月31日 -
2. 中邑元司 少校：1927年11月15日 -
3. 校藤四郎 少校：1928年12月10日 -
4. 貴島盛次 少校：1930年11月15日 -
5. 水口兵衛 少校：1931年12月1日 -
6. 後藤汎 少校：1932年12月1日 - ＊1933年3月15日より予備艦
7. 高塚忠夫 少校：1933年11月15日 -
8. 都築登 少校：1934年11月15日 -
9. 藤井明義：1935年7月3日 - ＊伊22艦長兼任、1935年11月15日より予備艦
10. 山田薫 少校：1937年3月20日 -
11. 小池伊逸 少校：1938年3月19日 -
12. 花房博志 少校：1938年7月30日 -
13. 日下敏夫 少校：1939年3月20日 -
14. 大谷清教 少校：1939年8月16日 -
15. 稲葉通宗 少校：1940年10月30日 -
16. 河野昌通 少校：1941年1月31日 -
17. 遠藤忍 中校：1941年6月2日 -
18. 入江達 中校：1941年7月15日 -
19. 松村寛治 中校：1941年10月31日 -
20. 藤森康男 少校：1942年2月1日 -
21. 島田武夫 大尉：1942年10月15日 -
22. 渡辺正樹 大尉：1943年8月20日 -
23. 稲葉通宗 中校：1944年2月23日 -
24. 上野忠弘 大尉：1945年1月10日 -

＊予備艦時代の艦長は省略

## 脚注
1. ↑  1924年（大正13年）11月1日 名称変更为伊号第～潜水舰。